# Consument (ecologie)

Voedselpiramide.

Een consument is in de ecologie een heterotroof organisme dat leeft van andere organismen, zonder het geheel om te zetten in minerale bouwstoffen, zoals de reducenten doen. De ecologische groep der consumenten omvat alle vertegenwoordigers van het dierenrijk, plus de protozoa. 
Vleesetende planten zijn tegelijk producenten en consumenten: ze produceren glucose, zetmeel en cellulose via fotosynthese, maar hebben dierlijk voedsel nodig om in hun stikstofbehoefte te voorzien, voor de aanmaak van hun eiwitten.

## Ecosysteem

Een voorbeeld van een voedselweb in een bos. Reducenten niet in schema!

In het voedselweb van een ecosysteem zijn er producenten, consumenten en reducenten. De producenten zorgen voor de primaire productie, waarvan de consumenten via de voedselketen direct of indirect leven. Van het afgestorven materiaal leven de reducenten of destruenten.
Er zijn verschillende typen consumenten te onderscheiden:
Tot de primaire consumenten behoren alle herbivoren, die direct leven van producenten : één- en meercellige algen, planten of delen daarvan, zoals bladeren, vruchten, wortels, stengels en afgevallen takken. 
De secundaire (en tertiaire) consumenten zijn de carnivoren, die uitsluitend dierlijk weefsel eten. Voorbeelden zijn de insectivoren: carnivore diersoorten en plantensoorten die vrijwel uitsluitend leven van insecten; en de piscivoren: dieren die leven van vissen. 
Verder behoren ook de omnivoren en de filtervoeders tot de consumenten. Omnivoren zijn dieren die zowel plantaardig als dierlijk voedsel gebruiken. Filtervoeders zijn dieren die plankton uit het water filteren.
Daarna zijn er de parasieten: organismen die zich in stand houden en vermenigvuldigen ten koste van een ander organisme (de gastheer), waarmee en waarvan ze leven. Parasieten kunnen primaire consumenten zijn (plantenparasieten), als secundaire of tertiaire parasieten. 
Poetsvissen voeden zich weer door het verwijderen van parasieten en van restanten dode huid bij andere vissen.